# Anne Marie Stoll-Rommerskirchen
Anne Marie Stoll-Rommerskirchen (* 29. Januar 1909 in Mönchengladbach; † 14. Juli 1985 in Geilenkirchen) war eine deutsche Malerin und Bildhauerin.

## Leben

Der Sonnensucher im Bunten Garten

Anne Marie Rommerskirchen wuchs mit fünf Geschwistern als Tochter einer Bäckermeisterfamilie in Mönchengladbach auf. Sie absolvierte eine kaufmännische Ausbildung, wandte sich aber dann zunächst autodidaktisch der Malerei und später der Bildhauerei zu. Ab 1939 studierte sie Bildhauerei an der Meisterschule des Deutschen Handwerks in Krefeld und ab 1942 besuchte sie die Kunstakademie Düsseldorf als Privatschülerin von Professor Joseph Enseling. In Mönchengladbach arbeitete sie ab 1941 in einem Atelier in der Bismarckstraße 99. Als Miete überließ sie der Stadt ab und an eines ihrer Werke. Die 50er und 60er Jahre waren für Anne Marie Rommerskirchen die Zeit größter Schaffenskraft. Beliebtes Motiv waren Mädchen- und Knabengestalten, wie die des Sonnensuchers, der seit 1950 im Bunten Garten in Mönchengladbach steht. Im Mönchengladbacher Volksmund wird er scherzhaft auch schon mal als der 'Hosensucher' bezeichnet. In dieser Zeit hatte sie zahlreiche Ausstellungen unter anderem in Düsseldorf, Krefeld, Aachen, Köln und München und unternahm Studienreisen nach Italien, Frankreich, Schweden, Dänemark, Griechenland und Jugoslawien. 1969 heiratete sie den Solo-Bassisten der Niederrheinischen Symphoniker Karl Stefan Stoll und siedelte mit ihm 1974 über nach Dalheim-Rödgen. 1982 zog sie mit ihm in ein Altenheim nach Geilenkirchen. In ihren letzten Lebensjahren war sie auf einen Rollstuhl angewiesen. Als sie nicht mehr bildhauerisch arbeiten konnte, wandte sie sich wieder der Aquarell-Malerei zu. Zu ihrem 75. Geburtstag richtete die Mönchengladbacher Stadtsparkasse eine Ausstellung ihrer Skulpturen und Bilder aus und der Fred Gatzen Verlag in Geilenkirchen brachte einen Bildband über ihr Leben und Werk heraus. Am 14. Juli 1985 starb sie in Geilenkirchen.